# Зарічне (Тайиншинський район)
Зарі́чне (каз. Заречное) — село у складі Тайиншинського району Північноказахстанської області Казахстану. Входить до складу Мироновського сільського округу, раніше було центром ліквідованої Заріченської сільської ради.
Населення — 219 осіб (2021; 352 у 2009, 677 у 1999, 813 у 1989).
Національний склад станом на 1989 рік:
- казахи — 38 %
- українці — 28 %
- росіяни — 21 %.